# Voorwerk (boerderij)

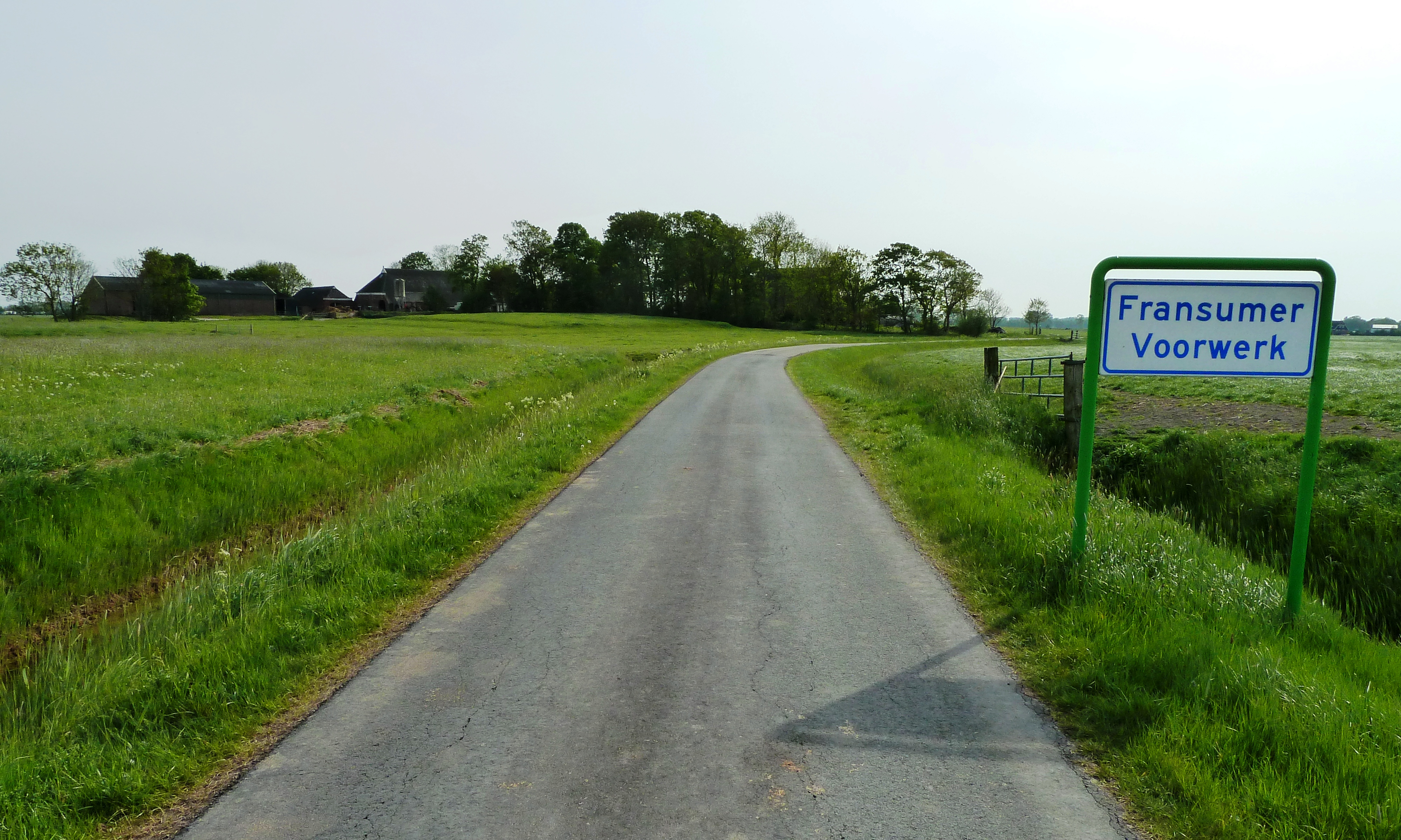
De weg naar Fransumer Voorwerk

Een voorwerk is de historische benaming voor een uithof, dat is een boerderij die in de middeleeuwen bij een klooster hoorde, met name in de provincie Groningen.
Op een voorwerk werkten niet de monniken maar zogenaamde conversen. Hun belangrijkste taak was het verrichten van werkzaamheden voor het klooster.
Enkele voorwerken hebben hun naam aan wat gehuchten gegeven, namelijk:
- Aduarder Voorwerk
- Fransumer Voorwerk
- Garsthuizervoorwerk
- 't Zandstervoorwerk
- Westeremder Voorwerk

Bekend is verder het Winsumer voorwerk ('Winsummer voerwerc' van het johannieter Warffumerklooster), dat later werd uitgebouwd tot de Oostelijke Ripperdaborg. Later werd hier de Ripperdaheerd gebouwd.
In Nedersaksen, in Duitsland, is hetzelfde begrip onder de naam Vorwerk bekend.
Elders in Nederland werden dit soort boerderijen wel aangeduid als uithof, abdijhoeve of monnikenhuis. In het Latijn heet zo'n boerderij een grangium (= korenschuur).